# Jeff Adrien
Jeff Adrien (Naples, Florida, 10 de febrero de 1986) es un exbaloncestista estadounidense. Con 2,01 metros de estatura, jugaba en la posición de ala-pívot.

## Trayectoria deportiva

### Universidad
Adrien jugó al baloncesto en la Universidad de Connecticut con los Huskies. En la temporada 2007-08 de la NCAA, Adrien fue incluido en el mejor quinteto de la Big East Conference, liderando al equipo en puntos (14,8 por partido) y rebotes (9,7). Como capitán en la campaña 2008-09, Adrien aportó 13,7 puntos y 10 rebotes por encuentro. En 2009, los Huskies accedieron a la Final Four de la NCAA, donde perdieron en semifinales ante Michigan State. Adrien finalizó su carrera universitaria con 1600 puntos y 1100 rebotes, convirtiéndose en el segundo jugador de los Huskies en lograrlo desde que Jim Calhoun fichara como entrenador por el equipo en 1986.

### Profesional
Adrien no fue seleccionado en el Draft de la NBA de 2009, fichando posteriormente por el CB Breogán de la LEB Oro. En 2009, Adrien disputó la Orlando Pro Summer League con Orlando Magic, y la Vegas Summer League con Memphis Grizzlies.
En 2010 regresó con los Magic en la Orlando Pro Summer League, y el 24 de agosto de 2010 fue invitado a los entrenamientos de Golden State Warriors, equipo en el que comenzó la temporada 2010-11 de la NBA. En diciembre fue cortado.
El 17 de diciembre de 2010, firma por los  Erie BayHawks, donde dos semanas después fur traspasado a los Rio Grande Valley Vipers a cambio de Garrett Temple.
El 24 de febrero de 2011, vuelve a firmar por los Golden State Warriors, siendo cortado el 30 de junio tras 23 encuentros con el primer equipo esa temporada.
En julio de 2011 firma un año de contrato con la Benetton Treviso italiana, con la cláusula de regreso a la NBA cuando se reanude la temporada tras el cierre patronal de 2011.
El 21 de diciembre de 2011, firma por Houston Rockets. Fue cortado el 8 de febrero de 2012.
En octubre de 2012, fue adquirido por Rio Grande Valley Vipers.
El 9 de diciembre de 2012 regresa a la NBA, tras fichar con los Charlotte Bobcats. El 8 de enero de 2013, los Bobcats garantizaron el contrato de Adrien para el resto de la temporada.
El 20 de febrero de 2014, Adrien fue traspasado a los Milwaukee Bucks junto con Ramon Sessions a cambio de Gary Neal y Luke Ridnour.
El 19 de julio de 2014, Adrien firmó con los Houston Rockets, pero fue descartado el 27 de octubre de 2014, a un día para el comienzo de la temporada 2014-15 de la NBA.
En 29 de noviembre de 2014, y debido a la gran cantidad de bajas por lesión, fichó por los Minnesota Timberwolves. Siendo cortado el 7 de enero de 2015, tras 17 encuentros.
El 19 de enero de 2015, firma por los Guangdong Southern Tigers de la Chinese Basketball Association.
El 22 de agosto de 2016, firma con el Bnei Herzliya de la Israeli Premier League. Durante la temporada fue elegido  Israeli League All-Star. El 24 de agosto de 2017, renueva por dos años más con el equipo israelí.
Tras tres años en el Herzliya, el 28 de agosto de 2019, firma con Ironi Nahariya. El 7 de enero de 2020, rescinde su contrato.
El 22 de febrero de 2020, firma por el Al-Ittihad Jeddah de la Saudi Premier League.

## Estadísticas de su carrera en la NBA

### Temporada regular
| Año     | Equipo       | PJ  | PT | MPP  | %TC  | %3P  | %TL  | RPP | APP | ROB | TPP | PPP  |
| ------- | ------------ | --- | -- | ---- | ---- | ---- | ---- | --- | --- | --- | --- | ---- |
| 2010-11 | Golden State | 23  | 0  | 8.5  | .426 | –    | .579 | 2.5 | .4  | .2  | .2  | 2.5  |
| 2011-12 | Houston      | 8   | 0  | 7.9  | .438 | –    | .583 | 2.8 | .1  | .0  | .3  | 2.6  |
| 2012-13 | Charlotte    | 52  | 5  | 13.7 | .429 | .000 | .650 | 3.8 | .7  | .3  | .5  | 4.0  |
| 2013-14 | Charlotte    | 25  | 0  | 10.2 | .550 | –    | .520 | 3.5 | .3  | .3  | .6  | 2.3  |
| 2013-14 | Milwaukee    | 28  | 12 | 25.2 | .515 | –    | .670 | 7.8 | 1.1 | .6  | .8  | 10.9 |
| 2014-15 | Minnesota    | 17  | 0  | 12.6 | .432 | –    | .579 | 4.5 | .9  | .2  | .5  | 3.5  |
| Total   | Total        | 153 | 17 | 14.0 | .474 | .000 | .628 | 4.3 | .7  | .3  | .5  | 4.6  |